# Jurij Michajłus
Jurij Iwanowicz Michajłus (ros. Юрий Иванович Михайлус; ur. 17 czerwca 1964, Rosyjska FSRR) – rosyjski piłkarz, grający na pozycji pomocnika.

## Kariera piłkarska

### Kariera klubowa
W 1992 został piłkarzem Tawrii Symferopol. 9 czerwca 1992 roku debiutował w Wyszczej Lidze w meczu z Tempem Szepietówka (6:0). Nieczęsto wychodził na boisko, dlatego latem 1993 przeniósł się do Suroża Sudak.

## Sukcesy i odznaczenia

### Sukcesy klubowe
- mistrz Ukrainy: 1992

### Odznaczenia
- nagrodzony tytułem Mistrza Sportu Ukrainy.